# Edward Avedisian
Edward Avedisian est un peintre abstrait américain, né le 15 juin 1936 à Lowell, dans le Massachusetts, et mort le 17 août 2007 à Philmont dans l'État de New York.
Son travail, initialement associé au colorfield painting puis avec l'abstraction lyrique, est reconnu au cours des années 1960.